# Všepalestinský protektorát
Všepalestinský protektorát (arabsky محمية عموم فلسطين‎, mahmiat kulu filastin), také nazývaný Všepalestina a Protektorát Gaza, byl krátce existující závislý stát (egyptský protektorát) na území dnešního Pásma Gazy. Egyptské království území obsadilo během první arabsko-izraelské války po odchodu Britů z Mandátní Palestiny (1948). Oficiálně byl protektorát spravován všepalestinskou vládou, která ale měla ve skutečnosti jen symbolickou roli a od prosince 1948 navíc vládla z exilu v Káhiře. Prezidentem protektorátu se stal Amín al-Husajní, bývalý předseda Vysokého arabského výboru. Předsedou vlády byl po celou dobu existence protektorátu Ahmed Hilmi Paša. Zákonodárným sborem byla Všepalestinská národní rada.
Zřízení protektorátu schválila Liga arabských států, kdy pro hlasovaly všechny členské země s výjimkou Transjordánska. Po invazi izraelské armády v prosinci 1948 se vláda přesunula do Káhiry. Izrael následně zakázal její návrat a tak vládla z exilu. Po odchodu do exilu ale její vliv upadal. V Egyptě navíc v téže době došlo revolucí ke změně režimu z království na republiku. Liga arabských států poté potvrdila egyptskou správu Pásma Gazy. V roce 1953 byla všepalestinská vláda rozpuštěna. Zachována byla jen funkce předsedy vlády, který se za Všepalestinský protektorát účastnil kongresů Ligy arabských států. V roce 1959 protektorát splynul s nově vzniklou Sjednocenou arabskou republikou. Reálně byl ale stále pod nadvládou Egypta. Role všepalestinské vlády tak byla spíše symbolická.
Existují spory o tom, zda byl Všepalestinský protektorát loutkovým státem egyptské okupace se zanedbatelným nezávislým financováním a vlivem, nebo zda šlo o skutečný pokus o vytvoření nezávislého palestinského státu. Přestože Všepalestinská vláda deklarovala nárok jurisdikce nad celým územím bývalé britské mandátní Palestiny, její skutečná jurisdikce nikdy nezasahovala za Pásmo Gazy, přičemž Západní břeh Jordánu anektovalo Transjordánsko a zbytek území držel Izrael. Protektorát byl zcela závislý na financování od Egypta a na humanitární pomoc od UNRWA, která se starala o palestinské válečné uprchlíky.
Protektorát byl po celou dobu své existence de facto pod egyptskou správou, ačkoli Egypt si nikdy nečinil nárok na žádné palestinské území a ani jej neanektoval. Egypt současně nenabídl Palestincům z Gazy občanství. Palestincům žijícím v pásmu Gazy a v Egyptě byly vydány všepalestinské pasy a nebylo jim dovoleno volně vstupovat do Egypta. Všepalestinské pasy však uznávalo pouze šest arabských zemí.